# ماكدونيل إكس في-1
ماكدونيل إكس في-1 (بالإنجليزية: McDonnell XV-1)‏ هي طائرة تجريبية أنتجت في الولايات المتحدة. من صناعة طائرات ماكدونل. كان أول طيران لها في 14 يوليو 1954. صنع منها 2 طائرة.